# Karine Vanasse
Karine Vanasse (ur. 24 listopada 1983) – kanadyjska aktorka filmowa i telewizyjna.

## Filmografia wybrana

### Film
| Rok produkcji | Tytuł                                                           | Rola                    | Informacje dodatkowe |
| ------------- | --------------------------------------------------------------- | ----------------------- | -------------------- |
| 1999          | Zabierz mnie (Emporte-moi)                                      | Hanna                   |                      |
| 2001          | Du pic au coeur                                                 | Alice                   |                      |
| 2002          | Séraphin: un homme et son péché                                 | Donalda Laloge          |                      |
| 2004          | Głowa w chmurach (Head in the Clouds)                           | Lisette                 |                      |
| 2006          | Sans elle                                                       | Camille                 |                      |
| 2006          | Maria Antonina - historia prawdziwa (Marie-Antoinette)          | Maria Antonina          | film telewizyjny     |
| 2007          | Ma fille, mon ange                                              | Nathalie Dagenais       |                      |
| 2009          | Politechnika (Polytechnique)                                    | Valérie                 |                      |
| 2011          | Martwe pole (Angle mort)                                        | Stephanie               |                      |
| 2011          | O północy w Paryżu (Midnight in Paris)                          | kobieta z pięknej epoki |                      |
| 2011          | Zamiana (Switch)                                                | Sophie Malaterre        |                      |
| 2011          | French Immersion                                                | Julie Tremblay          |                      |
| 2012          | Scruples                                                        | Valentine O'Neill       | film telewizyjny     |
| 2014          | X-Men: Przeszłość, która nadejdzie (X-Men: Days of Future Past) | francuska pielęgniarka  |                      |
| 2015          | Buddha's Little Finger                                          | Anna                    |                      |
| 2015          | Zakazany pokój (The Forbidden Room)                             | Florence Labadie        |                      |
| 2015          | Paul à Québec                                                   | Nathalie Rouleau        |                      |
| 2017          | De père en flic                                                 | Alice                   |                      |
| 2017          | Et au pire, on se mariera                                       | Isabelle Saint-Pierre   |                      |
| 2017          | Strefa 11 (Trench 11)                                           | Veronique               |                      |

### Seriale telewizyjne
| Rok       | Tytuł                      | Rola            | Informacje dodatkowe      |
| --------- | -------------------------- | --------------- | ------------------------- |
| 1999      | 2 frères                   | Lucie Chaput    | serial telewizyjny        |
| 2007      | Fala śmierci (Killer Wave) | Sophie Marleau  | miniserial                |
| 2011–2012 | Pan Am                     | Colette Valois  | główna rola (14 odcinków) |
| 2013–2015 | Zemsta (Revenge)           |                 | sezon 3 i 4               |
| 2016–2018 | Blue Moon                  | Justine Laurier | główna rola               |
| 2017–2020 | Cardinal                   | Lise Delorme    | główną rola               |